# Zabójcza broń 4
Zabójcza broń 4 (ang. Lethal Weapon 4) – amerykańska komedia kryminalna z 1998 roku w reżyserii Richarda Donnera.
Ostatnia część opowieści o dwóch policjantach pracujących w wydziale zabójstw: Martinie Riggsie (Mel Gibson) i Afroamerykaninie Rogerze Murtaughu (Danny Glover).

## Fabuła

### Wprowadzenie
Martin Riggs (Mel Gibson) i Roger Murtaugh (Danny Glover), doświadczeni detektywi LAPD, zostają czasowo przeniesieni do pracy biurowej z powodu licznych incydentów w mieście. Kiedy nadarza się okazja, wracają na ulice — wspierani przez prywatnego detektywa Leo Getza (Joe Pesci), partnerkę Riggsa Lornę Cole (Rene Russo) oraz młodego detektywa Lee Buttersa (Chris Rock).

### Ciąże i relacje rodzinne
Okazuje się, że Lorna i Riggs spodziewają się dziecka, co oboje zaczynają traktować poważnie. Jednocześnie Murtaugh dowiaduje się, że jego córka Rianne również jest w ciąży, jednak nie zna jeszcze tożsamości ojca dziecka.

### Śledztwo i przemytnicza siatka
Podczas wyprawy na ryby na łodzi Murtaugha policjanci napotykają frachtowiec, który okazuje się być wykorzystywany do nielegalnego przemycania chińskich imigrantów. Po katastrofie statku Murtaugh znajduje rodzinę Hong, która ukrywa się, by uniknąć deportacji, i bierze ich pod swoją opiekę.

### Groźba ze strony Triady
Śledztwo prowadzi do chińskiej Triady – dzięki kontaktom Riggs i Murtaugh poznają "wujka" Benny’ego oraz negocjatora Wah Sing Ku (Jet Li), który kieruje siatką handlu ludźmi i fałszowaniem pieniędzy. Rodzina Hong staje się celem wyrachowanej organizacji.

### Atak i ucieczka
Ku i jego ludzie atakują dom Murtaughów, więżą detektywów i rodzinę Hong oraz podpalają dom. Jednak dzięki sprytowi dzieciaka Ping Honga udaje się uciec z pożaru. Riggs i Murtaugh ruszają do kontrataku.

### Odkrycie fałszerstwa i kulminacja
Okazuje się, że przemytnicy korzystają z usług najemnej firmy fałszującej chińskie banknoty, a graczem strategicznym jest korumpowany chiński generał, który chce uwolnić czterech szefów Triady — znanych jako „Czterech Ojców”, w zamian za fałszywe pieniądze. Dochodzi do konfrontacji w porcie Los Angeles. W efekcie wiele osób ginie, w tym generał i przywódcy Triady. Riggs i Murtaugh walczą z Ku na molo — Riggs go zabija, a Murtaugh ratuje go z wody.

### Zakończenie i epilog
Film kończy się w szpitalu: Riggs i Lorna pobierają się tuż przed narodzinami ich syna, Rianne rodzi córkę, a Murtaugh akceptuje detektywa Buttersa jako zięcia. Rodzina Hong uzyskuje azyl. Murtaugh i Riggs wracają do rangi sierżantów, a podczas napisów końcowych wyświetlane są zdjęcia okolicznościowe z całej serii Zabójcza broń.

## Obsada
- Mel Gibson: Martin Riggs
- Danny Glover: Roger Murtaugh
- Joe Pesci: Leo Getz
- Rene Russo: Lorna Cole
- Chris Rock: Lee Butters
- Jet Li: Wah Sing Ku
- Steve Kahan: kapitan Ed Murphy
- Kim Chan: wujek Benny
- Darlene Love: Trish Murtaugh
- Traci Wolfe: Rianne
- Eddy Ko: Hong
- Damon Hines: Nick Murtaugh
- Ebonie Smith: Carrie Murtaugh